# Ruth Goetz
Ruth Amalie Goetz, verehelichte Ruth von Schüching, in England: von Schueching (geboren am 5. November 1880 in Festenberg, Landkreis Groß Wartenberg, Provinz Schlesien; gestorben am 19. Juni 1965 in London-Hendon, Großbritannien) war eine deutsche Schriftstellerin, Journalistin und Drehbuchautorin.

## Leben und Wirken
Ruth Amalie Goetz wurde am 5. November 1880 in eine jüdische Familie geboren, ihr Vater war Jakob Goetz und ihre Mutter Sara geborene Rosen. Die beiden hatten zusammen mindestens zwei Söhne und zwei Töchter. Isidor wurde am 21. April 1876 in Sochaczew geboren. Er nannte sich später Fritz und arbeitete in Berlin als Redakteur im Ullstein Verlag in der Berliner Morgenpost und Leiter der Lokalredaktion der Vossischen Zeitung. Fritz Goetz starb 1957 in Tel Aviv in Israel. Ruth’s jüngere Schwester Klara Goetz wurde am 1. Juni 1883 ebenfalls in Festenberg geboren. Sie gab als Beruf Schriftstellerin an und nannte sich später mit Vornamen Wendla, sie hatte 1908 in Berlin den Diplomingenieur Alfred Berlowitz geheiratet. Weiteres zu ihr ist unbekannt, ihrem Mann gelang 1939 die Flucht nach Shanghai, er starb 1957 in Australien. Georg Jonathan Goetz wurde am 1. September 1890 in Oberglogau geboren. Über ihn ist nichts weiter bekannt, eventuell ist er bereits als Kind gestorben. Bei der Hochzeit ihrer jüngsten Tochter 1908 lebten beide Eltern noch in Oberglogau.
Ruth besuchte das Lyzeum und bestand das Examen, das sie für den höheren Schulunterricht befähigte. Anschließend fand die Schlesierin Beschäftigung als Übersetzerin für Französisch. Seit 1909 veröffentlichte die Romancière auch eine Reihe eigener Werke, darunter ‘Das ewige Fräulein’, ‘Der Meister’, ‘Das erste Ehejahr’, ‘Die verleugneten Jahre’ und ‘Der Verrat’. Nebenbei wirkte sie als Mitarbeiterin diverser Zeitungen und als Redakteurin bei den Verlagshäusern Ullstein und Mosse.
Erste Kontakte zum Film knüpfte Ruth Goetz kurz vor Beginn des Ersten Weltkriegs bei der französischen Produktionsfirma Gaumont. In Deutschland setzte sie während des Kriegs ihre Laufbahn als Hausautorin der Decla-Film-Gesellschaft Holz & Co. bei Alwin-Neuß-Inszenierungen fort. Bald darauf wechselte Ruth Goetz zur Eiko-Film und verfasste Manuskripte für Hedda-Vernon-Dramen des Regisseurs und Vernon-Ehemannes Hubert Moest. 1918/19 war Goetz als Koautorin der Monumentalfilme Veritas vincit und Die Herrin der Welt für Joe May tätig. 1919 wechselte sie zur Ring-Film und schrieb für Inszenierungen Erik Lunds, im Jahr darauf verfasste sie Drehbücher für die Carl-Wilhelm-Produktion. Seitdem war Ruth Goetz für unterschiedliche Firmen aktiv. Ihr bevorzugtes Arbeitsfeld waren dramatische und melodramatische Stoffe. 1925 zeichnete Goetz für die Vorlagen zu mehreren Fritz-Kaufmann-Inszenierungen verantwortlich und arbeitete für die AAFA-Film Rudolf Walther-Feins.
Ruth Goetz blieb neben ihrer Filmarbeit auch weiterhin schriftstellerisch und journalistisch aktiv. Sie verfasste Artikel zum Thema Mode, so etwa in der Publikation Modenspiegel. 1927 beendete Ruth Goetz ihre Tätigkeit für das Kino, kurz nachdem sie das Drehbuch zu dem vieldiskutierten Drama Dirnentragödie mit Asta Nielsen in der Titelrolle mitverfasst hatte. Stattdessen konzentrierte sie sich als Buchautorin auf klassische Frauenthemen: ihre Publikationen hießen Kochbuch für Alle, Durch gute Lebensart zum Erfolg und Lehrbuch der Schönheit.
Infolge der Machtergreifung durch die Nationalsozialisten 1933 musste Ruth, die seit dem 9. Oktober 1922 in zweiter Ehe mit dem nichtjüdischen Schriftsteller Bernhard von Schüching verheiratet war, das Land verlassen, zumal sie in Deutschland Publikationsverbot erhalten hatte. 1939 wurde Ruth von Schüching ausgebürgert. Zu diesem Zeitpunkt befand sie sich bereits im Exil in London.  Bernhard von Schüching war 1940 und 1941 mehrfach von der Gestapo verhört worden, weil man Ruth bei ihm vermutete, er wurde 1942 zur Scheidung von ihr gezwungen. Bernhard von Schüching versteckte seine Freundin Susanne Friedemann (verheiratete Holländer) bei sich, die wie Ruth ebenfalls jüdischer Abstammung war, und ermöglichte dadurch ihr und ihrer Mutter das Überleben in der Illegalität. Nach Kriegsende heirateten sie und lebten in Kladow im Sakrower Kirchweg 55. Bernhard von Schüching starb am 16. September 1959 in Berlin, Susanne von Schüching am 16. Januar 1990.
Ruth Goetz / von Schueching (Schreibweise in England) starb im zweiten Quartal 1965 im Londoner Bezirk Hendon.

## Werke
- Nebel und Sonne, Roman
- Der Meister und andere Novellen, Kürschners Bücherschatz, Nr. 689

## Filmografie
- 1911: Les amis
- 1916: Der Weg der Tränen
- 1916: Streichhölzer, kauft Streichhölzer!
- 1917: Noemi, die blonde Jüdin
- 1917: Die Verworfene
- 1918: Die Bettelgräfin
- 1918: Mouchy
- 1918: Veritas vincit
- 1919: Die platonische Ehe
- 1919: Das törichte Herz
- 1919: Der letzte Sonnensohn
- 1919: Der Weltmeister
- 1919: Die Fee von Saint Ménard
- 1919: Das Gebot der Liebe
- 1919: Die verwunschene Prinzessin
- 1919: Schloß Einöd
- 1919/20: Die Herrin der Welt (8 Teile)
- 1920: Die Frau im Doktorhut
- 1920: Die Augen der Welt
- 1920: Die Sippschaft
- 1920: Der langsame Tod
- 1920: Der Sturz in die Flammen
- 1921: Die drei Tanten
- 1921: Die verbotene Frucht
- 1921: Die Jagd nach der Frau
- 1922: Der Todesreigen
- 1923: Der zweite Schuß
- 1923: Der Geisterseher
- 1923: Der Großindustrielle
- 1923: Der Seeteufel
- 1923: Der Fechter von Ravenna
- 1923: S.O.S. Die Insel der Tränen
- 1924: Der Mönch von Santarem
- 1925: Reveille, das große Wecken
- 1925: Heiratsannoncen
- 1925: Die vom Niederrhein
- 1925: Der Abenteurer
- 1925: Die Gesunkenen
- 1925: Frauen und Banknoten
- 1926: Das Gasthaus zur Ehe
- 1926: Das Rätsel des Borodur
- 1926: Ein Mordsmädel
- 1926: Schenk mir das Leben
- 1927: Dirnentragödie
- 1927: Das brennende Schiff
- 1927: Der Mann ohne Beruf (Das grobe Hemd)